# Kate McShea
Kate McShea (13 de abril de 1983) é uma futebolista profissional australiana que atua como defensora.

## Carreira
Kate McShea representou a Seleção Australiana de Futebol Feminino, nas Olimpíadas de 2000. 